# 찰스 라이트
찰스 라이트(Charles Wright, 1961년 5월 16일 ~ )는 미국의 남자 프로레슬링선수다. 1985년 프로레슬링 입문으로 키는 199cm(6 ft 6 in)에다가 몸무게는 168kg(370 lb)나간다. 피니쉬는 인버티드 숄더브레이커, 점핑 라이트-핸드 넉아웃 훅, 마피아 킥(점핑 빅 붓), 핌프 드롭(데스 벨리 드라이버), 싯아웃 브레인버스터, 스파인버스터, 스피닝 사이드 슬램, 에스티에프, 크로스 암바, 스탠딩 보스턴 크랩, 리어 네이키드 초크, 다이빙 엘보우 드롭, 마피아 센턴 밤/부두 센턴 밤(센턴 밤), 슈팅 스타 프레스, 문설트, 세이버 드라이버(더블 레그 슬램), 세이버 킥(런닝 니 리프트), 세이버 센턴(다이빙 센턴), 세이버 클러치(카멜 클러치), 고스트 홀드(클로버리프),고스트 플렉스(것렌치 수플렉스), 고스트 니 드롭(다이빙 니 드롭), 고스트 슬램(펌프핸들 슬램), 다이아몬드 드라이버(싯아웃 파워슬램), 다이아몬드 드롭(크루시픽스 파워밤), 다이아몬드 페이스(리프팅 크로스페이스), 다이아몬드 레그 드롭(스프링보드 레그 드롭)으로 사용을 한다.

## Professional wrestling highlights
- Finishing moves
  - Cross armbar - 1997-1998
  - Diamond Driver (Sitout powerslam) - 2001-2002
  - Diamond Drop (Crucifix powerbomb) - 2001-2002
  - Diamond Face (Lifting crossface) - 2001-2002
  - Diamond Leg Drop (Springboard leg drop) - 2001-2002
  - Diving elbow drop - 1995-1997
  - Ghost Knee Drop (Diving knee drop) - 1994-1995
  - Ghost Hold (Cloverleaf) - 1994-1995
  - Ghost Plex (Gutwrench suplex) - 1994-1995
  - Ghost Slam (Pumphandle slam) - 1994-1995
  - Inverted shoulderbreaker - 1985-1994, 2000-2001, 2002-present
  - Jumping right-handed knockout hook - 1995-1997
  - Vood kick / Mafia Kick (Jumping big boot) - 1985-1994, 2000-2001, 2002-present
  - Vood Senton Bomb / Mafia Senton Bomb (Senton bomb) - 1985-1994, 2000-2001, 2002-present
  - Moonsault - 1998-2000
  - Pimp Drop (Death valley driver) - 1998-2000
  - Rear naked choke - 1998-2000
  - Saber Clutch (Camel clutch) - 1996-1997
  - Saber Driver (Double leg slam) - 1996-1997
  - Saber Kick (Running knee lift) 1996-1997
  - Saber Senton (Diving senton) - 1996-1997
  - Shooting star press - 1997-1998
  - Sitout brainbuster - 1997-1998
  - Spinebuster - 1995-1997
  - Spinning side slam - 1997-1998
  - Standing boston crab - 1985-1994, 2000-2001, 2002-present
  - STF - 1995-1997
- Signature moves
  - Back elbow smash
  - Corner slingshot splash
  - Ho Train (Body avalanche)
  - Jumping leg drop
  - Multiple kick variations
    - Arm twist follow hook
    - Drop
    - Legsweep
    - Multipe high

  - Multiple slam variations
    - Body
    - Full nelson
    - Sidewalk

  - Multiple suplex variations
    - Overhead belly to back
    - Voodoo Drop (Slingshot)
    - Wheelbarrow

  - Overhead gutwrench backbreaker rack
  - Running clothesline
  - Running elbow drop
  - Running headbutt
- Managers
  - Boss Winters
  - Larry Sharpe
  - Nathaniel Whitlock
  - Various "fake prostitutes", including Bobcat, Victoria, Ivory and Lita
  - Ted DiBiase
- Entrance themes
  - "The Shango Tango" by Jim Johnston (WWF; 1992 - 1993)
  - "Too sexy" by Jim Johnston (WWF; 1995 - 1996)
  - "It's All About the Money" by Jimmy Hart & JJ Maguire (WWF; when he was part of the Million Dollar Corporation; 1995)
  - "Nation of Domination" by Jim Johnston (WWF; when he was part of the Nation of Domination; 1997 - 1998)
  - "The Ho Train" by Jim Johnston (WWF/WWE; 1998 - 2000, 2002-present)
  - "Right To Censor" by Jim Johnston (WWF; when he was part of the Right To Censor; 2000 - 2001)

## 경력
인디단체에서 활동을 했던 링네임은 썰 샬레(Sir Charle)라는 링네임으로 활동을 하기도 했다. 그리고 1992년 그가 바로 매우 공포스러웠던 그가 WWF 링네임은 파파 샹고(Papa Shango)라는 아주 기가막히게 등장을 했다. 그 당시 부두 주술사라는 엄청난 공포스러웠던 프로레슬링중 한명이다. 결국은 1993년 WWF에서 떠나게 되었고 그가 1995년 WWF 링네임 카마(Kama)로 돌아왔다. 그는 당시 밀리언 달러맨의 부하로 그는 멤버 스테이블 중 바로 밀리언 달러맨 코퍼레이션이라는 들어오는데... 얼마 안가 1996년도에서는 방출까지 당한다. 1997년 카마 무스타파(Kama Mustafa)라는 악역 스테이블 네이션 오브 도미네이션이라는 등장을 한다. 그리고 1998년 WWF 링네임은 갓파더(Godfather)로 등장을 한다. 그리고 그는 악역 스테이블 라잇 투 센서라는 들어가게 되었다가 WWF 링네임 굿파더(Goodfather)라는 활동을 하다가 2001년 헌역으로 은퇴하게 된다. 그러나 이분도 2016년에는 그의 여러 기믹들중 가장 인기가 많았던 WWF 링네임 갓파더(Godfather)라는 기믹으로 WWE 명예의 전당에 헌액받았다.

## 수상
- PWI 랭크드 힘 #353 오브 더 500 베스트 싱글즈 레슬러 오브 더 "PWI 이열즈" 인 2003
- USWA 월드 유니파이드 헤비웨이트 챔피언 (2회)
- 벤데디 이열-2014 커-스페셜 게스트 스타 오브 더 연(차보 게레로 시니어, 차보 게레로 주니어)
- WWF 월드 인터콘티넨탈웨이트 챔피언 (1회)
- WWF 월드 태그팀웨이트 챔피언 (1회) - 배리 뷰캐넌 (1회)
- WWE 홀 오브 페임 (2016)
- 워스트 기믹 (1992)
- 워스트 퓨드 오브 더 이열 (1992) - 얼티밋 워리어
- 모스트 엠베러싱 레슬러 (1992)